# Klenová (Repubblica Ceca)
Klenová è un comune della Repubblica Ceca facente parte del distretto di Klatovy, nella regione di Plzeň.

## Monumenti e luoghi d'interesse
- Castello di Klenová